# Energie cinetică turbulentă
În dinamica fluidelor energia cinetică turbulentă (în engleză turbulence kinetic energy – TKE) este energia cinetică medie pe unitatea de masă asociată cu vârtejurile dintr-o curgere turbulentă. Din punct de vedere fizic, energia cinetică a turbulenței este caracterizată prin media pătratică a fluctuațiilor de viteză măsurate. În ecuațiile Navier–Stokes mediate Reynolds, energia cinetică a turbulenței poate fi calculată pe baza metodei de închidere, adică a unui model de turbulență.
Energia cinetică turbulentă poate fi dfinită ca semisuma varianțelor σ2 (pătratul deviațiilor standard σ) a fluctuațiilor componentelor vitezelor:
{\displaystyle k={\frac {1}{2}}(\sigma _{u}^{2}+\sigma _{v}^{2}+\sigma _{w}^{2})={\frac {1}{2}}\left(\,{\overline {(u')^{2}}}+{\overline {(v')^{2}}}+{\overline {(w')^{2}}}\,\right)}
unde fiecare componentă a vitezei turbulente este diferența dintre viteza instantanee și cea medie: {\displaystyle u'=u-{\overline {u}}} (descompunerea Reynolds). Media și varianța sunt, respectiv:
{\displaystyle {\begin{aligned}{\overline {u'}}&={\frac {1}{T}}\int _{0}^{T}(u(t)-{\overline {u}})\,dt=0\\{\overline {(u')^{2}}}&={\frac {1}{T}}\int _{0}^{T}(u(t)-{\overline {u}})^{2}\,dt=\sigma _{u}^{2}\geq 0\end{aligned}}}
Energia cinetică turbulentă poate fi produsă de forțele tăietoare prin frecare, de flotabilitatea fluidului sau prin antrenare externă la scări turbionare de joasă frecvență (scară integrală). Energia cinetică a turbulenței este apoi transferată în josul cascadei de energie a turbulenței și este disipată de forțe viscoase la microscări Kolmogorov⁠(d). Acest proces de producere, transport și disipare poate fi exprimat ca:
{\displaystyle {\frac {Dk}{Dt}}+\nabla \cdot T'=P-\varepsilon }
unde:
{\displaystyle {\tfrac {Dk}{Dt}}} este derivata materială⁠(d) a energiei cinetice turbulente a curgerii,
∇ • T′ este transportul energiei cinetice turbulente a turbulențelor,
P este producția de energie cinetică turbulentă,
ε este disipația de energie cinetică turbulentă.
Presupunând că viscozitatea moleculară este constantă și folosind aproximarea Boussinesq⁠(d), ecuația energiei cinetice turbulente este:
{\displaystyle \underbrace {\frac {\partial k}{\partial t}} _{{\text{derivata}} \atop {\text{locală}}}\!\!\!+\ \underbrace {{\overline {u}}_{j}{\frac {\partial k}{\partial x_{j}}}} _{{\text{advecție}} \atop {}}=-\underbrace {{\frac {1}{\rho _{o}}}{\frac {\partial {\overline {u'_{i}p'}}}{\partial x_{i}}}} _{{\text{difuzia}} \atop {\text{presiunii}}}-\underbrace {{\frac {1}{2}}{\frac {\partial {\overline {u_{j}'u_{j}'u_{i}'}}}{\partial x_{i}}}} _{{{\text{transport}} \atop {\text{turbulent}}} \atop {\mathcal {T}}}+\underbrace {\nu {\frac {\partial ^{2}k}{\partial x_{j}^{2}}}} _{{{\text{transport}} \atop {\text{molecular}}} \atop {\text{viscos}}}-\underbrace {{\overline {u'_{i}u'_{j}}}{\frac {\partial {\overline {u_{i}}}}{\partial x_{j}}}} _{{\text{producție}} \atop {\mathcal {P}}}-\underbrace {\nu {\overline {{\frac {\partial u'_{i}}{\partial x_{j}}}{\frac {\partial u'_{i}}{\partial x_{j}}}}}} _{{\text{disipație}} \atop \varepsilon _{k}}-\underbrace {{\frac {g}{\rho _{o}}}{\overline {\rho 'u'_{i}}}\delta _{i3}} _{{\text{flotabilitate }} \atop b}}
Prin examinarea acestor fenomene, se poate determina bilanțul energiei cinetice turbulente pentru o anumită curgere.

## În simulări numerice
În mecanica fluidelor numerică este imposibil să se simuleze numeric turbulența fără a discretiza câmpul de curgere până la microscale Kolmogorov, ceea ce se numește simulare numerică directă (în engleză direct numerical simulation – DNS). Deoarece simulările DNS sunt exorbitant de scumpe din cauza resurselor necesare pentru memorie, putere de calcul și de stocare, pentru a simula efectele turbulenței se folosesc alte metode, și anume, modelele de turbulență. Se utilizează o varietate de modele, dar, în general, energia cinetică turbulentă este o proprietate fundamentală a curgerii care trebuie calculată pentru ca turbulența fluidului să poată fi modelată.

### Ecuațiile Navier–Stokes mediate Reynolds
Simulările cu Ecuațiile Navier–Stokes mediate Reynolds folosesc ipoteza Boussinesq a viscozității turbulente. pentru a calcula tensiunile Reynolds care rezultă din procedura de mediere:
{\displaystyle {\overline {u'_{i}u'_{j}}}={\frac {2}{3}}k\delta _{ij}-\nu _{t}\left({\frac {\partial {\overline {u_{i}}}}{\partial x_{j}}}+{\frac {\partial {\overline {u_{j}}}}{\partial x_{i}}}\right),}
unde {\displaystyle \nu _{t}=c\cdot {\sqrt {k}}\cdot l_{m}.}
Metoda exactă de rezolvare a energiei cinetice turbulente depinde de modelul de turbulență utilizat; modelele k–ε (k–epsilon) presupun izotropia turbulenței, caz în care tensiunile normale sunt egale:
{\displaystyle {\overline {(u')^{2}}}={\overline {(v')^{2}}}={\overline {(w')^{2}}}.}
Această presupunere simplifică modelarea mărimilor de turbulență (k și ε), dar nu va fi precisă în cazurile în care domină comportamentul anizotrop al tensiunilor turbulente, iar implicațiile acestui fapt în producerea turbulenței duc și la o supraestimare, deoarece producția depinde de rata medie de deformare și nu de diferența dintre tensiunile normale (deoarece acestea sunt presupuse egale).
Modelele tensiunilor Reynolds (RSM) utilizează o metodă diferită pentru a închide tensiunile Reynolds, prin care tensiunile normale nu sunt considerate izotrope, astfel încât problema cu producerea energiei cinetice turbulente este evitată. 

### Condiții inițiale
Prescrierea precisă a energiei cinetice turbulente drept condiție inițială în simulările MFN este importantă pentru a prezice cu exactitate debitele, în special în simulările cu număr Reynolds mare. Un exemplu în care se consideră o conductă netedă este prezentat mai jos.
{\displaystyle k={\frac {3}{2}}(UI)^{2}}
unde I este intensitatea inițială a turbulenței, [%], dată mai jos, iar U este valoarea vitezei inițiale. Ca exemplu pentru curgerile din țevi, cu numărul Reynolds bazat pe diametrul conductei:
{\displaystyle I=0,16Re^{-{\frac {1}{8}}}}
Aici l este scara de lungime a turbulenței sau a vârtejurilor, dată mai jos, iar cμ este un parametru al modelului k–ε a cărui valoare este de obicei dată ca 0,09;
{\displaystyle \varepsilon ={c_{\mu }}^{\frac {3}{4}}k^{\frac {3}{2}}l^{-1}}
Scara lungimii turbulente poate fi estimată ca:
{\displaystyle l=0,07L}
unde L este lungimea caracteristică. Pentru curgerile interne, aceasta poate lua valoarea lățimii (sau diametrului) țevii, sau diametrul hidraulic.